# Lactobacillus bulgaricus GLB44
Lactobacillus delbrueckii subsp. bulgaricus è una sottospecie batterica tradizionalmente isolata dagli yogurt europei. Lactobacillus bulgaricus GLB44 differisce dal resto dei ceppi di  L. bulgaricus   in quanto isolato dalle foglie di Galanthus nivalis (fiore bucaneve) in Bulgaria, diventando l'unico ceppo noto di questa sottospecie che ha origine vegana (non dallo yogurt) disponibile come probiotico commerciale. I probiotici sono batteri che promuovono la salute e che, se consumati in quantità adeguate, conferiscono un beneficio, normalmente associato ad effetti positivi sul digestivo e sistemi immunitari, e di solito sono prescritti durante o dopo il trattamento antibiotico per alleviare i sintomi di diarrea associata ad antibiotico. I probiotici sono anche associati alla riduzione del rischio di diarrea del viaggiatore. L'habitat naturale del fiore bucaneve sono le regioni montuose europee. Pertanto, GLB44 è in grado di sopravvivere a temperature gelide, poiché i bucaneve fioriscono tra gennaio e maggio in natura, quando le temperature possono scendere sotto lo zero in questa regione. Queste caratteristiche del suo habitat naturale consentono al GLB44 di sopravvivere in alimenti a base vegetale e rimangono inalterati se conservati a temperature di frigorifero.